# Kalocsai hímzés
 A kalocsai hímzés elnevezés alapvetően lapos valamint féllapos öltéssel és száröltéssel Kalocsa városában és környékén készült virághímes munkát jelöl.

## Története
Kezdetben úgynevezett kalocsai ütőfával nyomták elő a környékre jellemző motívumok körvonalait a vászonra. A kalocsai előnyomda 1860 körül nyílt meg. A kalocsai szállások női lakossága bérmunkában is varrta a hímzéseket a 19. század végétől. Főleg a környező vidék városai és a nagyobb települések igényesebb úri-polgári háztartásai számára készítették a fehér hímzéseket. Természetesen a bérmunkaidőszak kezdete előtt is hímeztek e vidék asszonyai, leányai, főként a saját holmijaikat. Később a hímzőasszonyok, leányok maguk rajzolják elő a mintákat az alapanyagon, amely az iparosodás után már egyre inkább finomabb gyolcs, pamut a korábbi vászon helyett.
Az 1890-es évek után egyre gyakrabban előfordult, hogy a kezdetben lyukhímzéssel kivarrt motívumokat teljesen betöltik laposöltéssel. 1912-ben nyílt meg a nagyatádi fonalgyár, ahonnan már színtartó fonalat tudtak beszerezni a kalocsai hímzéshez. A színtartó fonalak elterjedésével a kalocsai hímzés az első világháború után kezd színesedni. A varrógép elterjedésével pedig a 20. században sajátos iparág alakult ki ezen a vidéken: a kalocsai gépi hímzés, amely riseliő néven terjedt el. A riseliős hímzés csipkeszerűen áttört felületet ad.
A színes kalocsai hímzés kibontakozásában nagy szerepet játszott Kovácsné Király Ilus hímzőaszony is.

## Színvilág
Az ó-kalocsai hímzések egyszínűek voltak. Eleinte csak tiszta fehér hímzőfonalat használtak az ágynemű, párnavég, asztalnemű díszítésére. Az ágyruhát is fehér lyukhímzéssel varrták ki a korai időkben, viszont a saját használatú holmikra hímeztek kék, vörös és fekete pamutfonallal is. A régi egyszínű színes hímzések általában kifakult zöldet mutatnak. Ennek oka az volt, hogy nem tudtak színtartó fonalat készíteni, beszerezni a korai időszakban. A huszadik század első harmadától kezdve viszont igen színessé vált a kalocsai hímzés. A legismertebb, alkalmazott sajátos, helyi elnevezésű színek: tulipiros, lángszín, borszín, libazöld, irigysárga, fecskenyakvörös, vadgalambkék, gálickék, bársonykék.
A kalocsai színes hímzésben jelenleg használatos a hat főszín két árnyalatban, melyeket így célszerű párosítani:
- a bordót a pirossal,
- a rózsaszínt saját sötétebb árnyalatával,
- a narancssárgát citromsárgával,
- a kéket saját sötétebb árnyalatával,
- a lilát saját sötétebb árnyalatával és
- a zöldet saját sötétebb árnyalatával.

A leveleket középen szokták felezni, s a zöld kétféle árnyalatával hímezni.
A viseletdarabok hímzéseinek színezését meghatározta viselőjük életkora. A legdíszesebb, legélénkebb színezésű az új menyecske ruhája volt. Az idősebb asszonyok öltözete kevésbé díszes, a színek sötétülnek. A kék-lila-zöld színekkel hímzett darabokat szomorúpamukosnak nevezték, s a félgyász jele volt a kalocsai hímzésben.
Stílustörésnek számít, ha pl. a szomorúpamukos vagy öregmintákat a későbbi időkben kialakult természethű mintákkal együtt úgy alkalmazzák, hogy nem hangolják azokat össze. A melírozott fonal alkalmazása pedig erőltetett, nem tartozik a kalocsai hímzés hagyományaihoz.

## Öltések
Kalocsán és környékén elsősorban vászonra hímeztek pamutfonallal: eleinte lyukhímzéssel, később pedig betöltő laposöltéssel a virágokat, száröltéssel pedig a különböző virágmotívumok, vagy pl. a paprikamotívum szárát, a szőlőmotívum indáját illetve más vonalas díszítményeket. A huroköltés (angol madeira) elterjedése ezen a vidéken összefügg a bérmunkára előállított ágyneműk, asztalneműk készítésével; ezt a technikát az I. világháborúig nem használták a maguknak készített darabokon a hímzőasszonyok.
Ma ismert, a kalocsai hímzések készítésénél használt öltéstechnikák: angol madeira (gádoros), bekötés vagy pókozás, borsólyuk, gépöltés vagy tűzőöltés, huroköltés szélre illetve felületkitöltésre, laposöltés, lyukhímzés, riseliő vagy lábazás, slingelés, száröltés. A riseliő népi neve: pántos. Nevét Richelieu francia államférfiról nyerte.

## Motívumok
A mintavilágban törekszenek a természetábrázolásra. A minták, motívumok a házakon alkalmazott falfestés mintáit követték a hímzéseken is. Igen elterjedt volt a virágornamentika, amely a mezőkön és kertekben megtalálható növények: az ibolya, csillagvirág, liliom, pillevirág, tulipán, szegfű, harangvirág, margaréta, orgona, fukszia, árvácska, rózsa, rózsabimbó, a híres kalocsai piros paprika, különböző bogyók, nefelejcs, gyöngyvirág stb. rajzolata volt.
A már felsoroltak mellett kedvelt motívumok voltak: rozmaringos, szíves, kerekrúzsás, hosszúrúzsás, nyolcas, szőlőfejes, szilvamagos, szederindás, búzakalászos, pipacsos, harcsás minták is.
A nagyobb mintájú virágokat (pl. tulipán, szegfű, rózsa, harangvirág) és a leveleket felezve rajzolták elő, és a virág vagy levél színének megfelelő szín két árnyalatával hímezték.
A virágokat sávosan, máshol koszorúformában vagy csokrosan helyezték el a kivarrandó munkadarabon, de teljes felületeket is kitöltöttek velük (pl. kalocsai kötény, mellény).

## Alkalmazás
Hímzéssel díszítették az ágyruhákat (díszes lepedőszélek, párnavégek), asztalneműket (abrosz, asztali futó, szalvéta), zsebkendőket. Ezek részei voltak az asszonynak való leányok kelengyéjének is. Szintén kihímezték a női felsőruházat nagy részét: kötényeket, blúzok ingvállait, nyakrészét, mellényeket (pruszlikokat), valamint különböző kendőket (komakendő, fejkendő, keszkenő). A férfiingek kézelőjére, az ujjakra, és a nyakrészre szintén hímzés került.

## Képek

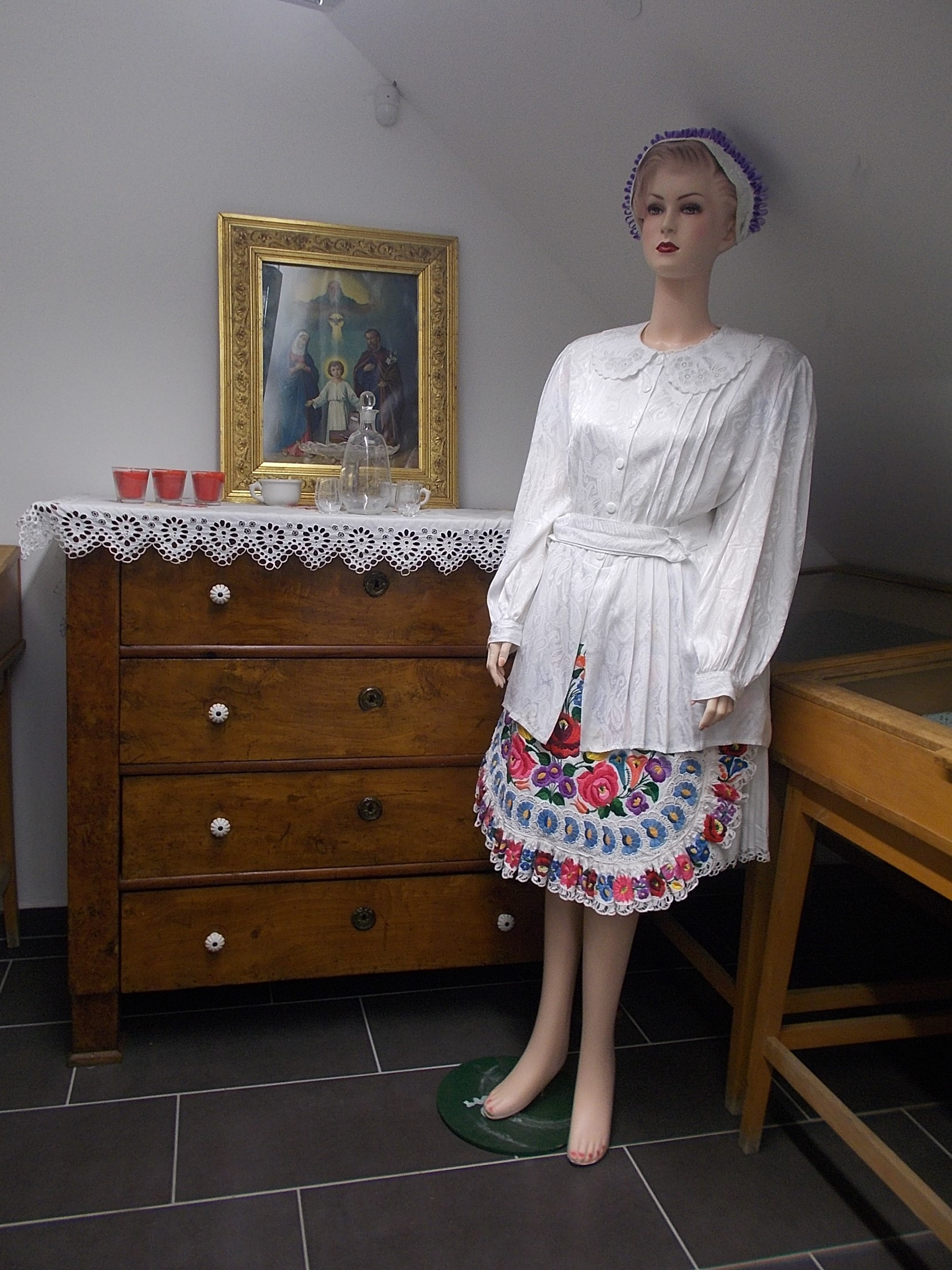
Kalocsa, Érsekkerti fogadóépület recepció – Kalocsai népviselet
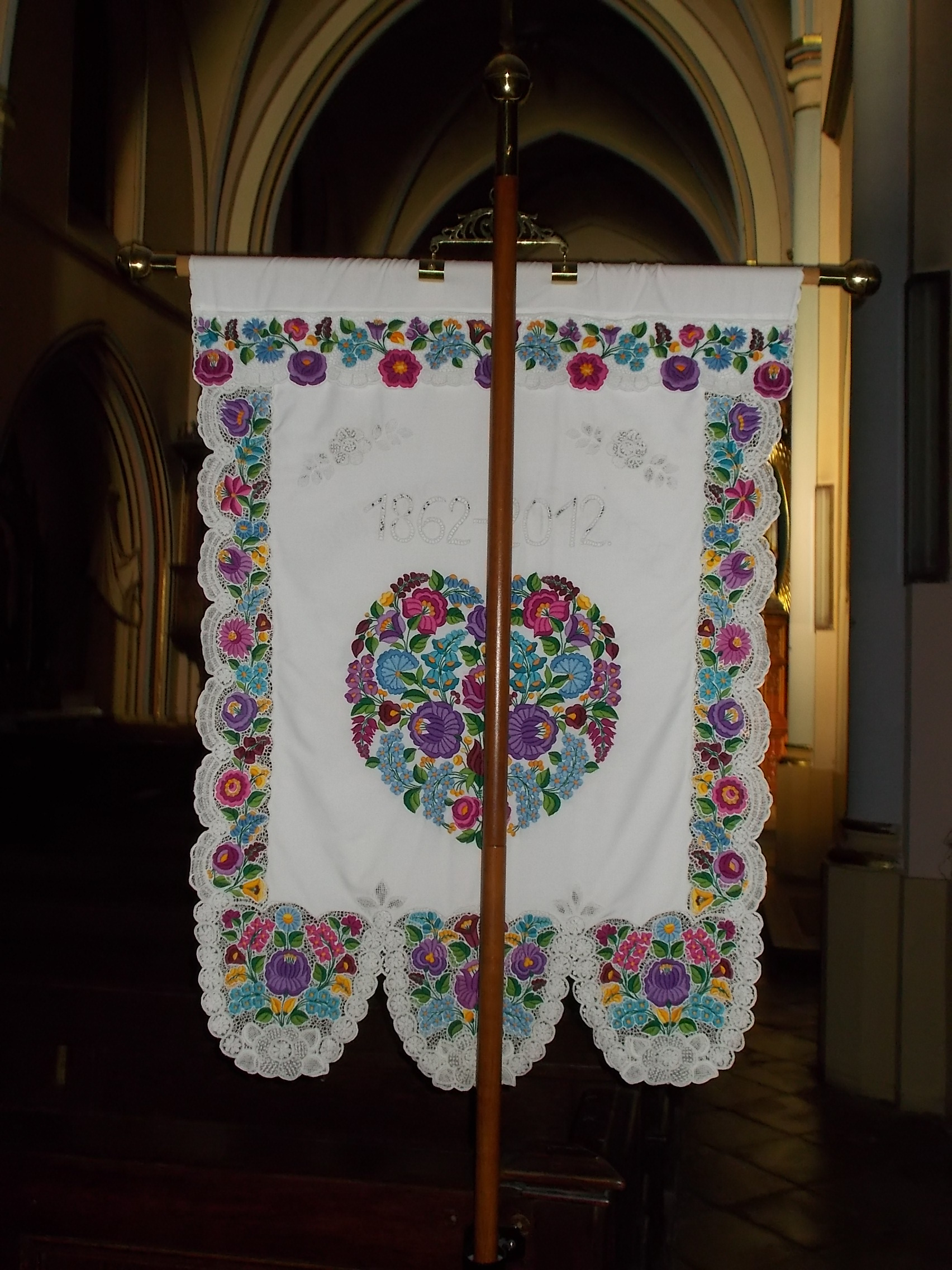
Kalocsa, Katolikus templom (Szent István király út 24.) – Körmeneti zászló kalocsai hímzéssel
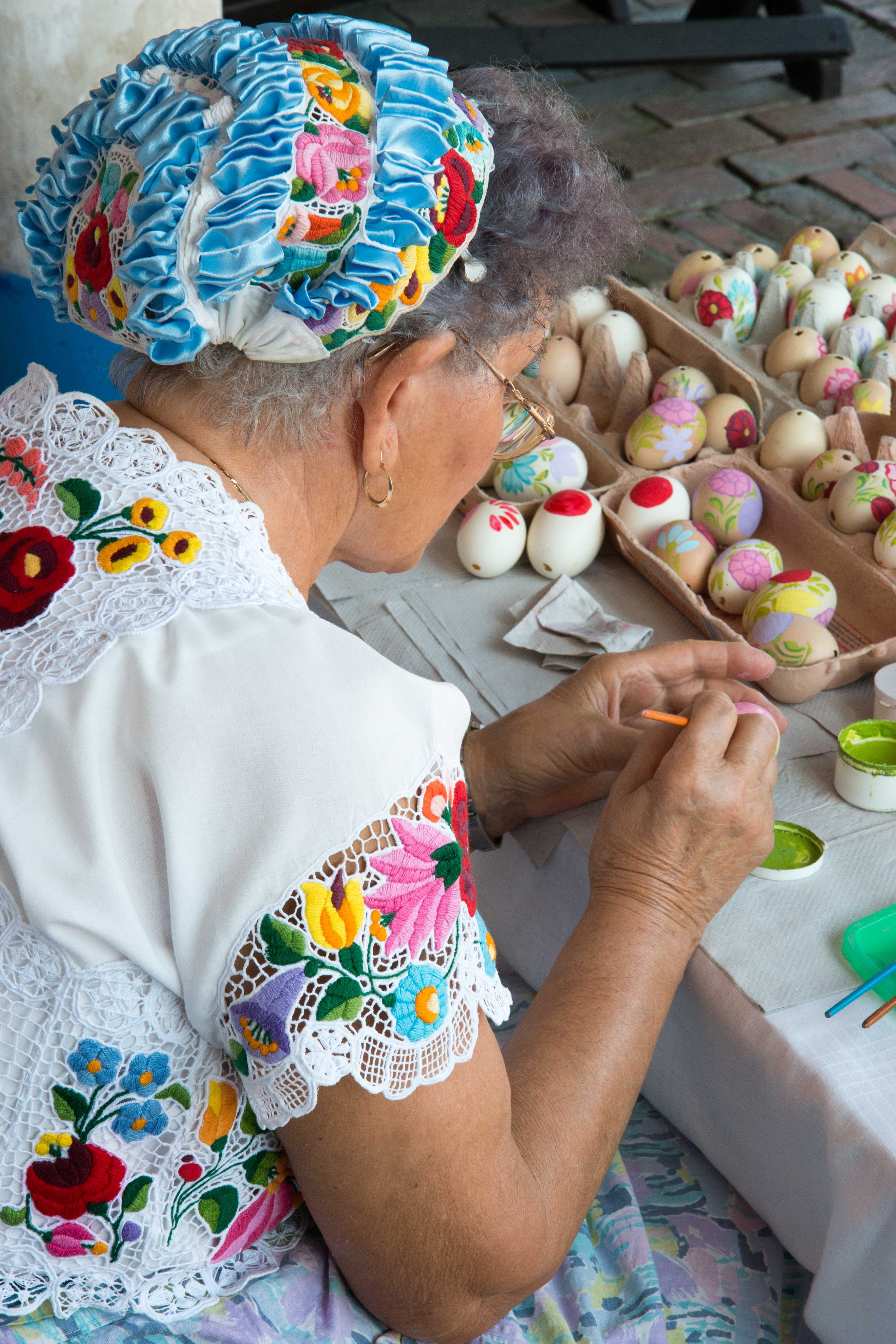
Kalocsai népviseletben tojáspingálás

### Könyvek
- Lengyel Györgyi: Kalocsai virágok Kossuth Könyvkiadó, Budapest, 1983 ISBN 963-7100-67-9
- Kardos Katalin: Kalocsai géphímzés, Kalocsa, 1984 ISBN 963-500-284-X
- Gazdáné Olosz Ella: Kézimunkázók könyve, Kriterion Kiadó, 1986 (894 511-4)
- Balassa-Ortutay: Magyar néprajz, Corvina Kiadó, 1979 963-13-1505-3
- Bárth János: Korai kalocsai hímzések, Népművelési Propaganda Iroda,1981 Budapest Könyvek moly.huadatlap a könyvről a MOKKA adatbázisábanA könyv felzetének képe Archiválva 2022. április 3-i dátummal a Wayback Machine-ben
- Kondor Zsuzsanna: Riseliő, az áttört gépi hímzés titkai, Kossuth Könyvkiadó, 1994 ISBN 963-09-3707-7